# Dennis Stratton
Dennis William Stratton (* 9. října 1952, Londýn, Anglie, Spojené království) je anglický kytarista, nejvíce známý jako dřívější člen heavy metalové skupiny Iron Maiden od října 1979 do října 1980.

## Diskografie

### Remus Down Boulevard
- Live – A Week at the Bridge E16 (1978) (Sampler including two RDB-songs)
- Live EP at the Bridge E16, 12" (2002) (Sampler including two RDB-songs)
- The Bridge House – Book Launch & Reunion, DVD (2007) (RDB & Chris Thompson live)

### Iron Maiden
- Iron Maiden (1980)
- Killers (kytara na 3 bonusových skladbách na reedici v roce 1995) (1995)

### Lionheart
- Hot Tonight (1984)

### Praying Mantis
- Live at Last (live) (1990)
- Predator in Disguise (1991)
- A Cry for the New World (1993)
- Only the Children Cry (EP) (1993)
- Play in the East (live) (1994)
- To the Power of Ten (1995)
- Captured Alive in Tokyo City (live) (1996)
- Forever in Time (1998)
- Nowhere to Hide (2000)
- The Journey Goes On (2003)
- Captured alive in Tokyo City (Live-DVD)
- The Best of Praying Mantis (2004) (Kompilace)

### Paul Di'Anno & Dennis Stratton
- The Original Iron Men (1995)
- The Original Iron Men 2 (1996)
- As Hard As Iron (1996)

### Ostatní
- Kaizoku (1989) – Various Authors
- All Stars (1990) – Various Authors
- Trapped (1990) – Lea Hart
- Start 'em Young (1992) – English Steel
- Ready to rumble (1992) – True Brits